# Carl Lumholtz

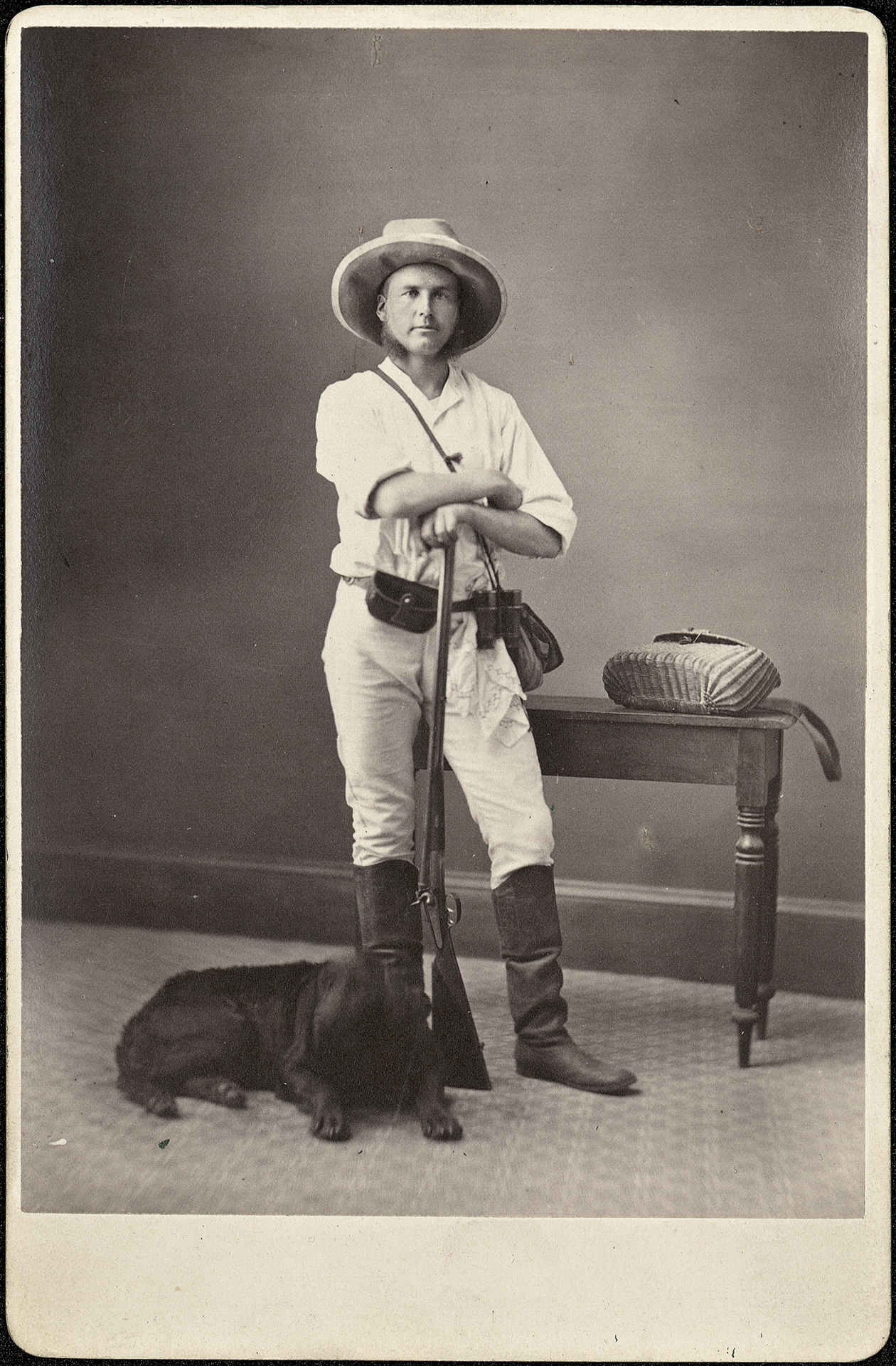
Carl Lumholtz omkring 1881.

Carl Sofus Lumholtz, född 1851 på Bårdseng i Fåberg, numera del av Lillehammers kommun, död 5 maj 1922, Saranac Lake, New York, var en norsk upptäcktsresande, etnograf och författare.

## Utbildning och forskningsresor
Lumholtz skaffade sig en akademisk grundutbildning i Kristiania vid nuvarande Universitetet i Oslo med en teologie kandidatexamen 1876. Han studerade zoologi och tjänstgjorde som lärare till 1880 då han sändes av universitet i Kristiania till Queensland för att samla naturalier, särskilt med zoologisk inriktning. Vistelsen kom att vara i fyra år och hans nära samarbete med aboriginerna väckte hans intresse för etnologi. Under tiden samlade han in ett omfattande zoologiskt material med bland annat fyra nyupptäckta arter, en av dem Lumholtz trädkänguru.
1888 höll han föredrag om sina resor i Nordamerika, och 1889 deltog han med sina australiska samlingar i Parisutställningen.
Under en femårig vistelse i Mexiko på 1890-talet med den svenske botanisten Carl Vilhelm Hartman upptäckte han flera nya växt- och djurarter och studerade ursprungsbefolkningar som tepehuaner och särskilt tarahumaras, hos vilka han tillbringade nästan ett år. Resorna i USA och Mexiko finansierades till stor del av American Museum of Natural History som erhöll samlingarna.
År 1913 ämnade han sig med norsk finansiering till Nya Guinea för att som förste europé korsa ön men första världskriget kom att hindra honom och ett år tillbringade han i Indien där han studerade hinduiska seder innan han for vidare till Borneo där han stannade till 1917. En stor del av denna tid bodde han och dokumenterade värdefull information och kulturföremål från Dajak-folken som köptes in av Etnografiska museet i Oslo. Det var under denna tid han åren 1915-16 korsade sydöstliga Borneo via Mahakaham- och Baritoflodernas dalgångar.

## Personlighet
Lumholtz beskrivs som en romantisk förmedlare av naturens under och en vägvisare i okänt land. Han gav också värdefulla insikter om lokalbefolkningar han bodde hos och han blev allteftersom kritisk till hur de behandlades av européer och deras ättlingar och blev pessimistisk om deras framtid.
Han var en mycket god observatör och samlare men hade svårt att systematisera kunskaperna och beskriva det han samlat. Därför blev det andra som fick ta sig an uppgiften att göra artbestämningar av djur och växter han hittat. En av dessa var Robert Collett, till stor del uppvuxen i Lillehammer. I och med detta kom också åtskilliga av de arter Lumholtz samlat, att få sitt artepitet uppkallat efter honom och på så sätt återfinns han i både växters och djurs vetenskapliga artnamn.

## Eftermäle och hedersbetygelser
Lumholtz böcker och hans arbetssätt kom att få stort inflytande på den etnografiska disciplinen.
- Lumholtz National Park i Norra Queensland uppkallades efter honom när den kom till 1994. Namnet ändrades dock 2003 till Girringun National Park för att reflektera dess inhemska rötter.
- Det Mexikanska barrträdet Pinus lumholtzii, Lumholtz' tall, är uppkallad efter honom.
- Pungdjursarten Lumholtz trädkänguru (Dendrolagus lumholtzi) uppkallades efter honom.